# Albin Lenhardtson
Jean Albin Mauritz Lenhardtson, född 7 maj 1861 i Storkyrkoförsamlingen, Stockholm, död 4 juli 1934 i Danderyds församling, Stockholms län,, var en svensk tandläkare.
Efter mogenhetsexamen 1880 blev Lenhardtson elev hos tandläkaren Gustaf Larsson i Stockholm samma år, tog tandläkarkandidatexamen 1881 och tandläkarexamen 1883. Han var praktiserande tandläkare i Stockholm från 1884, var lärare och examinator vid Polikliniken för tandsjukdomar i Stockholm 1892–1894, Folkbildningsförbundets föreläsare i munhygien från 1904, föreståndare för den första tandkliniken för arbetare, AB Separators, 1904–1914 och föreståndare för Stockholms stads folkskoltandkliniker 1907–1917. Han var ledamot av åtskilliga kommittéer rörande tandläkarundervisningen och skoltandvården. Han var en av stiftarna av Odontologiska sällskapet i Stockholm 1901 och bildade Svenska nationalföreningen för munhygienens befrämjande 1910. Han författade en mängd artiklar i svenska och utländska facktidskrifter. Lenhardtson uppfann Stomatolpreparaten (1895).